# Lotte Schomerus-Gernböck
Lotte Schomerus-Gernböck (geboren als Lieselotte Gernböck 16. Dezember 1927 in Salzburg; gestorben 2009) war eine österreichische Ethnologin, die auf Madagaskar forschte.

## Leben
Lotte Gernböck war eine Tochter von Anna und Engelbert Gernböck. Sie wuchs in Kaprun und Salzburg auf. Sie begann ein Studium der Medizin an der Universität Wien, das sie gesundheitsbedingt aufgab. Ab 1956 studierte sie in Wien Völkerkunde und Physische Anthropologie und wurde 1959 bei Josef Haekel und Wilhelm Koppers mit der Dissertation Die Krankheiten bei den Eingeborenen Madagaskars, ethnologisch und ethnomedizinisch betrachtet promoviert. In den Jahren 1959 bis 1961 arbeitete sie als Sprachlehrerin des Goethe-Instituts. 1961 reiste sie erstmals im Auftrag der UNESCO und eines pharmazeutischen Unternehmens nach Madagaskar. 1962/63 arbeitete sie als Referentin am Wiener Afro-Asiatischen Institut. In den Folgejahren bis 1972 arbeitete sie vorwiegend auf Madagaskar und hatte auch danach dort weitere Aufenthalte in den Jahren 1983, 1989 und 1994. Sie erhob Daten, sammelte Gegenstände und machte Film- und Tonaufnahmen. 1967 heiratete sie Menko Schomerus, mit dem sie 1976 einen Reiseführer schrieb. 1972 zogen beide nach Hannover. 1979/80 hatte sie einen Lehrauftrag an der Universität Bremen und in der Zeit von 1982 bis 1987 an der Universität Marburg. 

## Schriften (Auswahl)
- Lotte Gernböck: Zur Frage der Kleinwüchsigen in Madagaskar. In: Archiv für Völkerkunde, Bd. XVI, 1961, S. 23–28
- Lotte Gernböck: Gesichtspunkte für die Durchführung von ethnomedizinischen Filmaufnahmen. Research film Göttingen, vol. 4, no. 6, 1963, S. 543–546
- Lotte Gernböck: Die Vazimbafrage : ein Vorbericht über einige Ergebnisse von Forschungen in Madagaskar 1963/64. Anzeiger der phil.-hist. Klasse der Osterreichischen Akademie der Wissenschaften Wien Jahrgang 1965, Nr. 5, S. 85–92
- Lotte Gernböck: Beiträge zur Kenntnis der Ehe- und Familiensitten in Madagaskar. In: Mitteilungen der anthropologischen Gesellschaft in Wien, 1965, Bd. 95, S. 49–54
- Lotte Gernböck: Im unerforschten Madagaskar. Wien : Verlag für Jugend und Volk, 1966
- mit Menko Schomerus: Seychellen, Madagaskar, Réunion, Mauritius, Komoren : Reiseführer mit Landeskunde. Buchenhain : Verlag Volk und Heimat, 1974
- Die Mahafaly : eine ethnische Gruppe im Süd-Westen Madagaskars. Berlin : Reimer, 1981